# Lorenzo Bilotti
Lorenzo Bilotti (Faenza, 21 settembre 1994) è un bobbista e velocista italiano.

## Carriera sportiva

### Atletica leggera

#### Esordi e categorie giovanili (fino al 2013)
Nei primi anni dell'adolescenza pratica il calcio, giocando come centrocampista in una squadra di Lugo (A.S.D. Stuoie). All'età di 13 anni partecipa ad una manifestazione di atletica leggera che coinvolge tutte le scuole del comprensorio lughese («Trofeo Deggiovanni»). La sua specialità di esordio sono i 1000 metri. Continua nel frattempo a giocare a calcio.
La svolta definitiva verso l'atletica avviene nell'estate 2009 quando Bilotti partecipa ad un raduno regionale ed ha l'opportunità di confrontarsi con diversi atleti di alto livello.
Nel 2011, a 17 anni, è in grado di saltare 6,99 m nel salto in lungo. Quell'anno Bilotti veste per la prima volta la maglia azzurra ai mondiali allievi di Lilla (Francia). Conclude l'anno vincendo il suo primo titolo nazionale: è medaglia d'oro sui 100 metri ai campionati italiani allievi (Rieti, 2 ottobre).
L'anno seguente è bloccato dagli infortuni. Nel 2013 vince con la nazionale la medaglia di bronzo nella staffetta 4×100 metri ai Campionati europei juniores. È la sua prima medaglia con la maglia azzurra.

#### Categoria promesse (2014-2016)
È l'anno della consacrazione. In febbraio vince il titolo italiano promesse nei 60 metri (Ancona, 8 febbraio); nella stagione all'aperto è medaglia d'oro sui 100 metri sia ai Campionati universitari (Milano, 23 maggio), sia ai Campionati promesse (Torino, 6 giugno).
Appena una settimana dopo partecipa con la maglia azzurra ai Campionati del Mediterraneo under 23. Vince l'argento sui 100 metri e l'oro nella staffetta 4×100 m (Aubagne, 14 giugno).
A fine mese arriva anche la prima convocazione nella nazionale maggiore, come riserva della staffetta veloce ai Campionati europei a squadre (ex Coppa Europa, Braunschweig, 21-22 giugno).
Nel 2015 partecipa con la maglia della nazionale ai:
- Campionati europei under 23 a Tallinn (Estonia) (100 m: eliminato in semifinale)
- Raduno internazionale di staffette (Rieti, 31 luglio-2 agosto).

Nel 2016 partecipa con la maglia della nazionale ai:
- Campionati del Mediterraneo Under 23 (Tunisi) (100 m: terzo in finale con 10"48w).

### Bob
Nel 2016 Bilotti iniziò la nuova carriera nel bob come frenatore per la squadra nazionale italiana e a fine settembre prese parte ai campionati italiani estivi di spinta vincendo il titolo sia nel bob a due (a pari merito) che nel bob a quattro. Debuttò in Coppa Europa nel 2015/16, spingendo le slitte pilotate da Patrick Baumgartner. Si distinse nelle categorie giovanili vincendo la medaglia d'oro nel bob a quattro ai campionati europei juniores di Innsbruck 2019, sempre con Baumgartner a condurre la slitta.

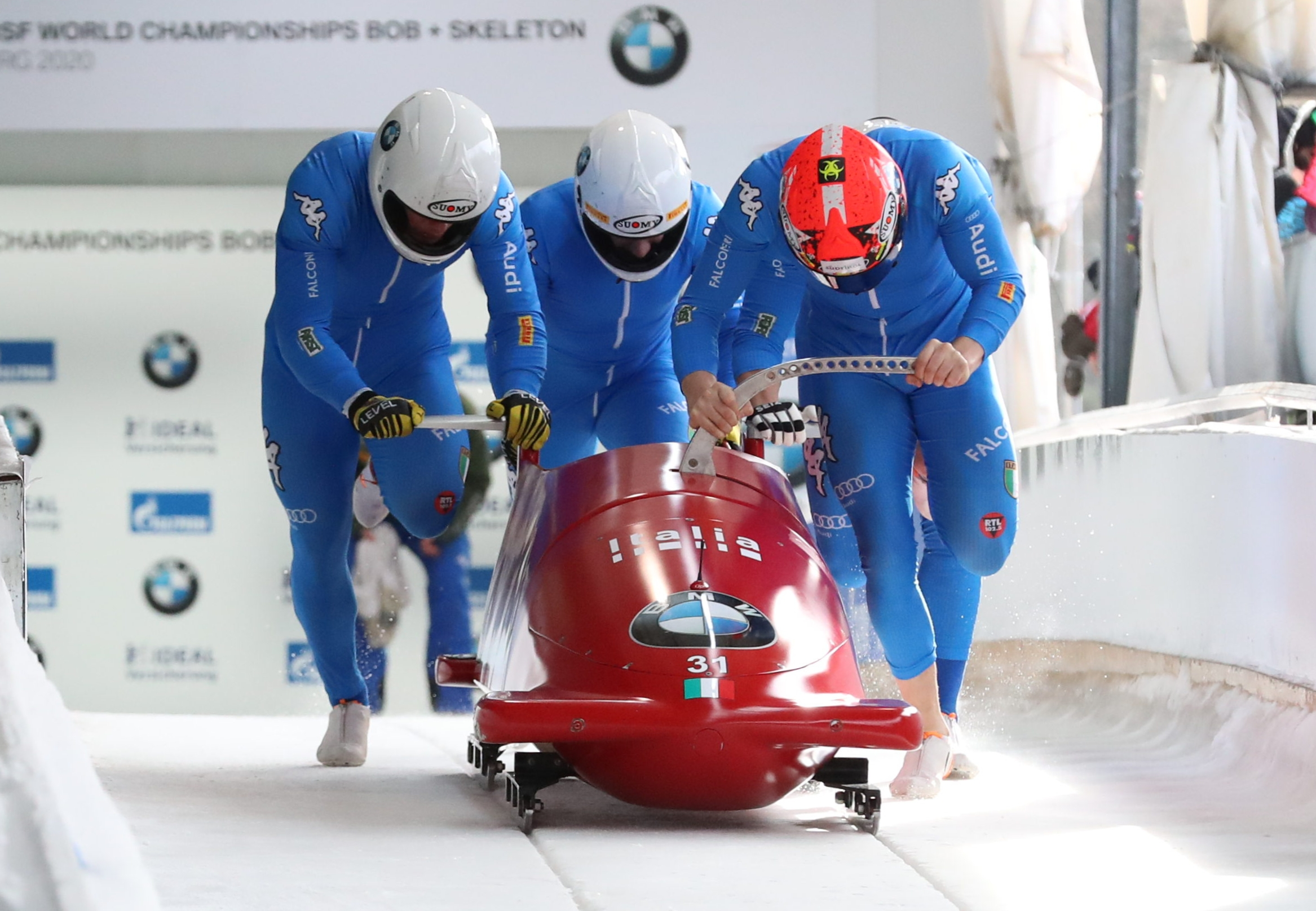
Lorenzo Bilotti (al centro, dietro) in gara nel bob a quattro ai campionati mondiali di Altenberg 2021

Esordì in Coppa del Mondo nella stagione 2016/17, l'8 gennaio 2017 ad Altenberg, dove si piazzò al 10º posto nella gara a quattro, stavolta con Simone Bertazzo a guidare l'equipaggio.
Nel 2017 prende parte ai campionati europei dove l'Italia si classifica dodicesima nel bob a quattro. Nello stesso anno partecipa ai campionati mondiali di Schönau am Königssee 2017, gareggiando sempre nel bob a quattro e classificandosi ventesimo. Si qualifica alle Olimpiadi invernali di Pyeongchang 2018. Compete nella gara del bob a quattro, dove, insieme a Simone Bertazzo, Francesco Costa e Simone Fontana, giunse ventisettesimo.
Nel 2020 e nel 2021 partecipa nuovamente ai campionati mondiali, gareggiando unicamente nel bob a quattro; i suoi risultati sono stati, rispettivamente, quattordicesimo ad Altenberg 2020 e quindicesimo ad Altenberg 2021.
Nel 2022 partecipa per la seconda volta alle Olimpiadi invernali di Pechino 2022. L'Italia si classifica quindicesima nel bob a quattro.
Il 19 novembre 2023 Bilotti, insieme con Patrick Baumgartner, Eric Fantazzini e Robert Mircea, ottiene uno straordinario risultato vincendo la medaglia d'argento in Coppa del Mondo. Era dal 1996 che l'Italia non saliva sul podio nella rassegna iridata.

## Progressione

### 60 metri piani indoor
| Stagione | Tempo | Luogo  | Data      | Rank. Mond. |
| -------- | ----- | ------ | --------- | ----------- |
| 2016     | 6"72  | Modena | 20-2-2016 |             |
| 2015     | 6"82  | Padova | 22-2-2015 |             |
| 2014     | 6"81  | Ancona | 8-2-2014  |             |
| 2013     | 6"92  | Modena | 2-2-2013  |             |
| 2012     | 6"98  | Ancona | 19-2-2012 |             |
| 2011     | 7"04  | Modena | 27-2-2011 |             |
| 2010     | 7"39  | Modena | 23-1-2010 |             |

### 100 metri piani
| Stagione | Tempo | Luogo      | Data      | Rank. Mond. |
| -------- | ----- | ---------- | --------- | ----------- |
| 2016     | 10"54 | Modena     | 7-5-2016  |             |
| 2015     | 10"46 | Rieti      | 12-6-2015 |             |
| 2014     | 10"33 | Aubagne    | 14-6-2014 |             |
| 2013     | 10"62 | Rieti      | 18-7-2013 |             |
| 2012     | 11"08 | Serravalle | 20-6-2012 |             |
| 2011     | 10"84 | Imola      | 14-5-2011 |             |
| 2010     | 11"30 | Modena     | 12-6-2010 |             |

### 200 metri piani
| Stagione | Tempo | Luogo  | Data      | Rank. Mond. |
| -------- | ----- | ------ | --------- | ----------- |
| 2016     | 21"58 | Modena | 7-5-2016  |             |
| 2015     | 21"79 | Marcon | 10-5-2015 |             |
| 2014     | 22"25 | Modena | 11-5-2014 |             |

## Palmarès

### Atletica
| Anno | Manifestazione                  | Sede    | Evento      | Risultato  | Prestazione | Note |
| ---- | ------------------------------- | ------- | ----------- | ---------- | ----------- | ---- |
| 2011 | Mondiali allievi                | Lilla   | 100 m piani | Batteria   | 11"00       |      |
| 2013 | Europei juniores                | Rieti   | 4×100 m     | Bronzo     | 40"00       |      |
| 2014 | Campionati del Mediterraneo U23 | Aubagne | 100 m piani | Argento    | 10"33       |      |
| 2014 | Campionati del Mediterraneo U23 | Aubagne | 4×100 m     | Oro        | 39"99       |      |
| 2015 | Europei under 23                | Tallinn | 100 m piani | Semifinale | 11"76       |      |
| 2015 | Europei under 23                | Tallinn | 4×100 m     | Batteria   | dq          |      |

#### Campionati nazionali
2011
- Oro ai campionati italiani allievi (Rieti), 100 m piani - 10"86

2012
- Oro ai campionati italiani juniores, 4x100 m - 41"52

2014
- Oro ai campionati italiani promesse indoor (Ancona), 60 m piani - 6"81
- Oro ai campionati italiani universitari (Milano), 100 m piani - 10"44
- Oro ai campionati italiani promesse (Torino), 100 m piani - 10"49

### Bob

#### Europei juniores
- 1 medaglia:
  - 1 oro (bob a quattro a Innsbruck 2019).

#### Coppa Europa
- 6 podi (tutti nel bob a quattro):
  - 3 vittorie;
  - 1 secondo posto;
  - 2 terzi posti.